# 七尾島

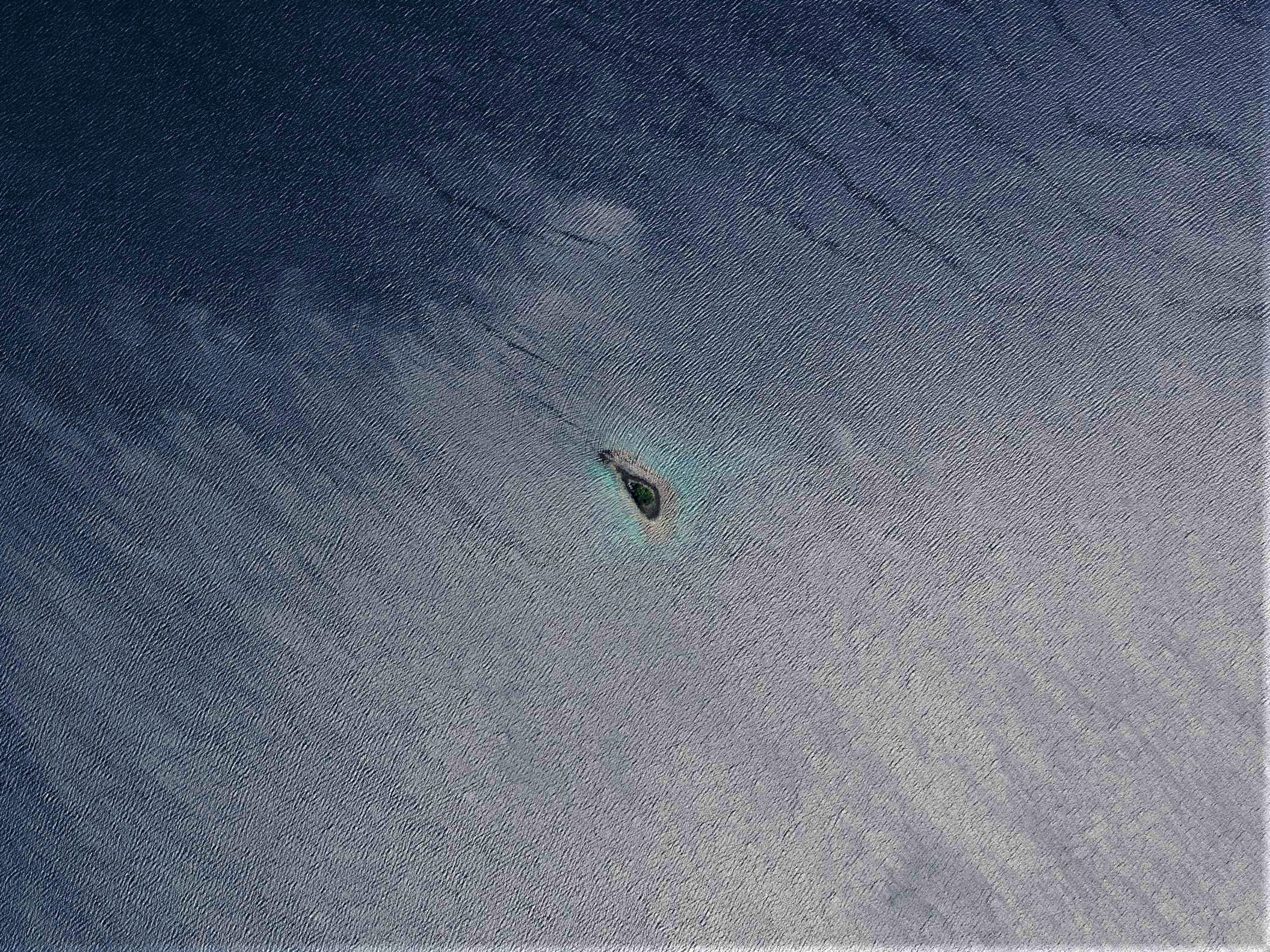
七尾島の空中写真。
2014年5月11日撮影。。

七尾島（しちおじま）は、八代海（不知火海）上にある無人島。行政区分上は鹿児島県出水市に属する。
座標: 北緯32度10分33.8秒 東経130度14分18.8秒 / 北緯32.176056度 東経130.238556度